# تبعثر الضوء

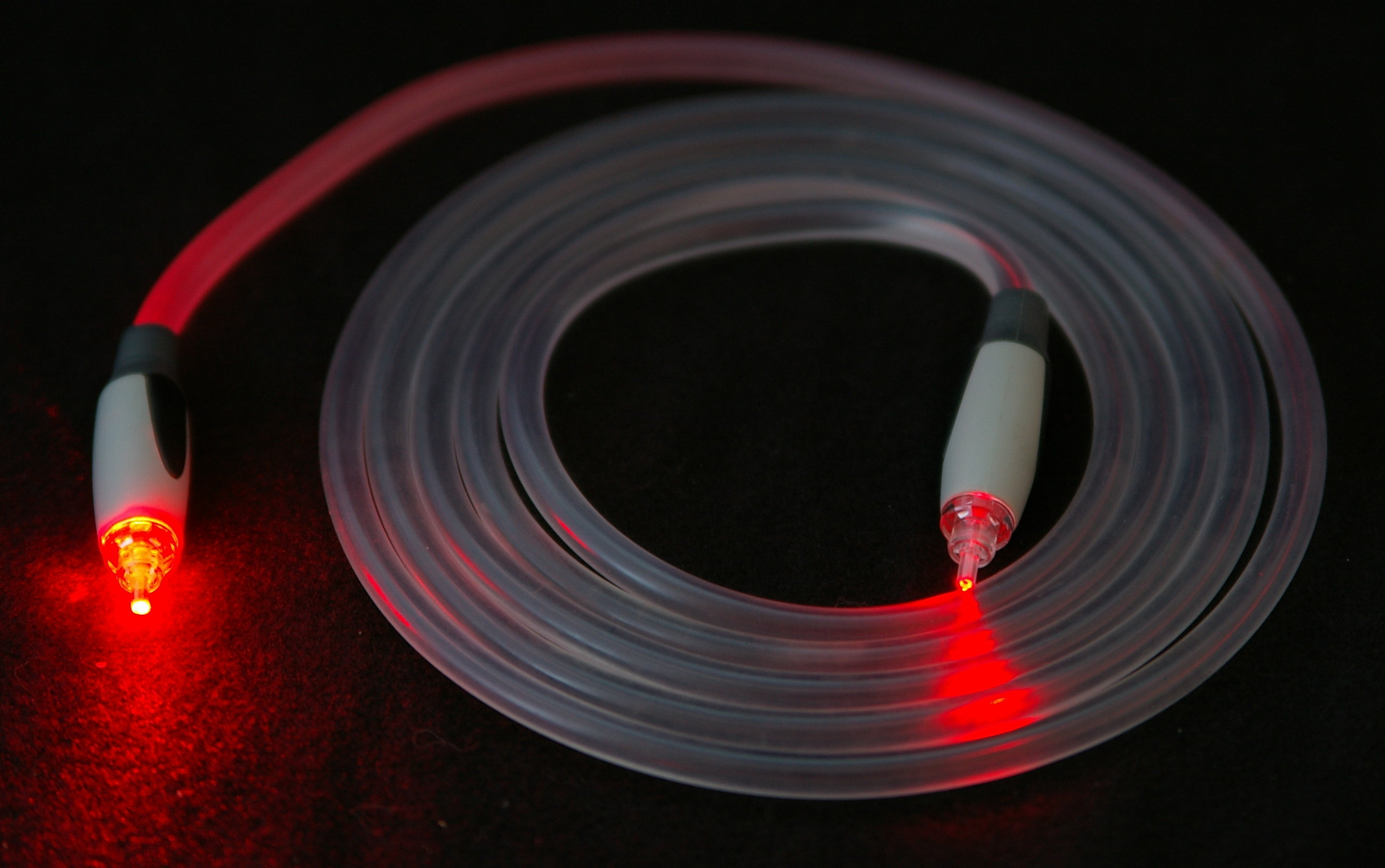

تبعثر الضوء (بالإنجليزية: Light scattering)‏، هو شكل من أشكال التبعثر الذي يتم فيه انتشار الضوء في شكل طاقة الانتشار. ويمكن اعتبار تشتت الضوء على أنه انحراف شعاع من مسار مستقيم، يتم تغيير اتجاه انتقال فوتونات الضوء بحيث تصبح موزعة على اتجاهات مختلفة وينخفض تركز الطاقة الضوئية، على الرغم من أن طول الموجة يبقى على حاله.